# Os Reis da Rua
Os Reis da Rua (em inglês:  Street Kings) é um filme de ação-policial dos Estados Unidos dirigido por David Ayer (co-produtor de Training Day) e protagonizado por Keanu Reeves, Hugh Laurie e Forest Whitaker. Lançado em 11 de abril de 2008, o seu roteiro inicial foi inspirado na história escrita por James Ellroy, em 1990, com o título The Nightwatchman. 
Distribuído no Brasil pela 20th Century Fox e em Portugal pela Castello Lopes Multimedia, estreou respectivamente no dia 18 de abril e no dia 5 de junho em cada país.

## Sinopse
Tom Ludlow (Keanu Reeves) é um veterano agente policial de Los Angeles que a vê sua vida desmoronar após a morte da esposa. Para piorar, o seu nome aparece implicado na execução do seu parceiro, o Detetive Terrence Washington (Terry Crews). Ludlow inicia, então, uma investigação para descobrir os assassinos do seu parceiro, mas o que inicialmente era a investigação de um homicídio, acaba por se tornar em algo muito maior, envolvendo um esquema de corrupção no seu próprio departamento de trabalho.
Para provar a sua inocência, Ludlow é forçado a ir contra todas as regras policiais que seguiu a vida inteira e, na medida em que a situação se complica, ele passa a questionar a lealdade de todos à sua volta. O Capitão Wander (Forest Whitaker) é o seu supervisor e tem como principal função manter Ludlow dentro da lei e fora das "garras" do Capitão Biggs (Hugh Laurie), da Corregedoria 
Ludlow, conta com o apoio de um jovem detetive do departamento de raptos e homicídios (Chris Evans) para investigar todos os assassinos de Washington através de comunidades de Los Angeles. Mas tal determinação fica ameaçada quando os dois detetives se deparam com assassinos impiedosos, tendo de partir para um confronto, cujo único objetivo é o de fazer com que a justiça acabe por triunfar.

## Elenco
- Keanu Reeves — Detetive Tom Ludlow
- Forest Whitaker — Capitão Jack Wander
- Hugh Laurie — Capitão James Biggs
- Chris Evans — Detetive Paul Diskant
- Cedric the Entertainer (como Cedric 'The Entertainer' Kyles) — Scribble
- Jay Mohr — Sgt. Mike Clady
- Terry Crews — Detetive Terrence Washington
- Naomie Harris — Linda Washington
- The Game — Grill
- Martha Higareda — Grace Garcia
- John Corbett — Detetive Dante Demille
- Amaury Nolasco — Detetive Cosmo Santos
- Cle Shaheed Sloan (como Cle Sloan) — Fremont
- Noel Gugliemi (como Noel G.) — Quicks
- Michael Monks — Patologista
- Daryl Gates (como Daryl F. Gates) — O Chefe
- Clifton Powell — Sargento Green
- Angela Sun — Julie Fukashima
- Kenneth Choi — Boss Kim
- Walter Wong — Thug Kim

## Crítica
Street Kings recebeu vários tipos de opiniões entre os críticos. Richard Corliss, da revista Time Magazine, descreveu o filme como "astuto e inteligente... um thriller fantástico!". Já o Metacritic, relatou que o filme obteve uma pontuação média de 55 em 100, com base em 28 comentários.

## Lançamento em DVD
A versão em DVD foi lançada em 19 de agosto de 2008, num único disco, com comentários do diretor e, numa edição especial de dois discos, incluindo inúmeros documentários, entrevistas e uma cópia digital do filme.